# Vicksburg (Michigan)
Vicksburg è un villaggio degli Stati Uniti d'America, situato nello Stato del Michigan, nella contea di Kalamazoo.